# Matthew Wale

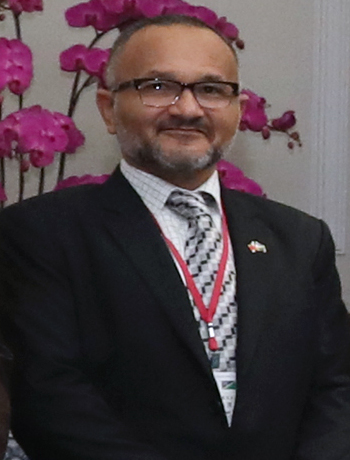
Matthew Wale (2018)

Matthew Cooper Wale (geb. 13. Juni 1968 in Ambu Village, Malaita, Salomonen) ist ein Politiker in den Salomonen. Er ist ein Mitglied des Nationalparlaments der Salomonen.

## Leben
Wale wurde am 13. Juni 1968 in Ambu Village in der Provinz Malaita geboren.
Er hat einen Bachelor of Commerce und arbeitete als Angestellter.

## Karriere
Wale wurde erstmals am 27. März 2008 für den Wahlkreis Aoke/Langalanga constituency gewählt. Nach den Wahlen 2019 wurde er der Oppositionsführer.
Am 28. November strengte er ein Misstrauensvotum gegen die Regierung von Manasseh Sogavare an (Verhandlung am 6. Dezember). Das Misstrauensvotum kam auf dem Höhepunkt der Unruhen 2021.
Wale weist immer wieder auf potentielle Probleme durch Verträge mit China hin.